# Mark F. Taylor

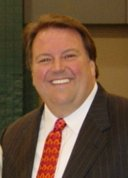
Mark Taylor (2005)

Mark Fletcher Taylor (* 7. Mai 1957 in Albany, Georgia) ist ein US-amerikanischer Politiker. Zwischen 1999 und 2007 war er Vizegouverneur des Bundesstaates Georgia.

## Werdegang
Mark Taylor absolvierte zunächst die Deerfield-Windsor Preparatory School in Albany. Danach studierte er an der Emory University politische Wissenschaften. Es folgte ein Jurastudium an der University of Georgia. Politisch schloss er sich der Demokratischen Partei an. Zwischen 1987 und 1999 saß er im Senat von Georgia. Seine politische Hauptthemen waren die Gesundheitspolitik, die Bildungspolitik und die Bekämpfung der Kriminalität.
1998 wurde Taylor an der Seite von Roy Barnes zum Vizegouverneur von Georgia gewählt. Dieses Amt bekleidete er nach einer Wiederwahl zwischen dem 11. Januar 1999 und dem 8. Januar 2007. Seit 2003 war er Stellvertreter des republikanischen Gouverneurs Sonny Perdue. Im Jahr 2006 kandidierte Taylor erfolglos gegen Perdue für das Amt des Gouverneurs. Heute ist er Geschäftsführer der in Albany ansässigen Transport- und Lagerfirma Fred Taylor Company. Er ist verheiratet und hat einen erwachsenen Sohn.